# Ken Pounds
Kenneth Alwyne Pounds, CBE, FRS (Bradford, 17 de novembro de 1934) é um físico britânico.
É professor emérito de física da Universidade de Leicester.
Frequentou a University College London, onde obteve o B.Sc. e o Ph.D.. Foi então para a Universidade de Leicester, como professor assistente, em 1960. Foi vice-diretor de pesquisas espaciais em 1967, sendo um dos pioneiros a usar foguetes e satélites para pesquisas no Reino Unido. Foi o primeiro diretor do Grupo de astronomia de raios-X, em 1974. Pesquisa na área das galáxias ativas, e uma de suas principais descobertas é que buracos negros são comuns no universo.
Ken Pounds tornou-se professor de física espacial em 1973. Foi eleito chefe do Departamento de Física em 1986, e no ano seguinte decidiu fundir seu departaamento com o de astronomia, criando o atual Departamento de Física e Astonomia.
Foi membro do Science and Engineering Research Council, 1980–1984; Presidente da Royal Astronomical Society, 1990–1992; foi destacado como primeiro Chefe Executivo do recém formado Particle Physics and Astronomy Research Council, 1994–1998, seguindo a reestruturação do Research Councils. Retornou então a Leicester, como chefe do departamento até aposentar-se, em 2002.
Pounds foi eleito membro da Royal Society em 1981, e CBE em 1984. Recebeu cinco doutorados honoris causa, sendo um destes a distinção rara de sua própria instituição, a Universidade de Leicester, em 2005.